# Imnadia banatica
Imnadia banatica là một loài động vật giáp xác thuộc họ Limnadiidae. Đây là loài đặc hữu của Serbia và Montenegro.